# Harina Manitoba
La harina de Manitoba es una variedad de harina de trigo blando (Triticum aestivum) valorada por su alto contenido proteico, a la vez que es muy refinada (de tipo 00), lo que la hace ideal para productos panaderos de fermentación larga (más de 30 h), como el roscón, el panettone o el pandoro.
Las harinas con mayor cantidad de proteínas insolubles, que son las que poseen mayor capacidad de absorción del agua, se denominan harinas de fuerza y vienen determinadas por el factor W, medible mediante un alveógrafo de Chopin. Una harina débil tiene un valor W inferior a 170, mientras que una harina fuerte como la Manitoba, tiene un valor W superior a los 350, llegando incluso a los 400-415 W. Al contener una mayor cantidad de gluten, puede provocar una reacción más intensa en los celíacos que la harina débil.
La harina Manitoba es especialmente popular en la panadería italiana e italoestadounidense. Aunque es originaria de la provincia de Manitoba, en Canadá, en la actualidad se cultiva también en Europa. Por extensión, todas las harinas con W > 350 se denominan manitoba, sea cual sea la zona de producción y la variedad de trigo con la que se producen. En Italia también se conocen con el nombre de farina americana.

## Uso
La principal característica de esta harina es que contiene una gran cantidad de proteínas insolubles (glutenina y gliadina) que, en contacto con un líquido durante la fase de amasado, producen gluten. Por tanto, es una harina rica en gluten y pobre en almidón. A nivel microscópico, el gluten forma una red tenaz que, en las masas fermentadas, retiene los gases de la levadura, permitiendo que el producto se desarrolle considerablemente durante la cocción; en el caso de la pasta, en cambio, retiene los almidones que harían pegajosa la masa y permitirían cocinarla al dente.
La harina Manitoba se produce para propósitos industriales y también para uso doméstico; lo utilizan panaderos, pasteleros y pizzerías. Por ley, en Italia, la pasta para consumo doméstico (excepto la pasta fresca) debe producirse exclusivamente con trigo duro (Triticum durum), pero en otros países la harina de Manitoba también se utiliza en la industria de la pasta al huevo. Los molinos a menudo lo utilizan para «cortar» otras harinas, aumentando así el coeficiente W total de la harina. La masa hecha con Manitoba será más elástica y resistente, adecuada para el procesamiento de ciertos productos de panadería.
La harina Manitoba también se utiliza como base para la preparación de seitán, un alimento muy utilizado en dietas vegetarianas y veganas como fuente de proteínas.
La principal característica de la harina de Manitoba es su fuerza que, combinada con la alta presencia de proteínas y el considerable poder de absorción del agua, la hace adecuada para los procesos más complejos, especialmente para la preparación de productos de repostería con levadura. Por su fuerza y elasticidad, la harina de Manitoba es excelente para hacer pandoro y panettone dulces o salados, croissants, donas y baba, pero también especialidades como focaccia genovese, pizzas de levadura larga y algunos tipos de pan, como la baguette francesa o el chapati, un pan indio con su característica forma redonda que se asemeja vagamente a una piadina.